# A song is born
a song is born – singel Ayumi Hamasaki, który piosenkarka nagrała przy współpracy z wokalistką zespołu Globe Keiko Yamadą dla niezarobkowego projektu firmy Avex Trax Song Nation. Został stworzony w celu pozyskania funduszy na pomoc dla ofiar zamachu z 11 września 2001 r. na World Trade Center. Utwór został skomponowany przez Tetsuya Komuro, ale w przeciwieństwie do dwóch pozostałych singli z projektu, The Meaning of Peace (duet BoA i Kumi Kōda) i Lovin 'It (duet Namie Amuro i Verbal z M-Flo), teksty zostały napisane przez Ayumi Hamasaki. Singel został wydany 12 grudnia 2001. W pierwszym tygodniu sprzedano 200 110 kopii, natomiast 441 410 kopii całościowo.

## Lista utworów
| Nr | Tytuł                           | Muzyka         | Aranżacja      | Czas |
| -- | ------------------------------- | -------------- | -------------- | ---- |
| 1. | "a song is born" (original mix) | Tetsuya Komuro | Tetsuya Komuro | 6:03 |
| 2. | "a song is born" (tv-mix)       | Tetsuya Komuro | Tetsuya Komuro | 6:01 |